# Des Evangelischen Zions Musicalische harmonie
Des Evangelischen Zions Musicalische harmonie publicerades av Kornelius Heinrich Dretzel 1731 med hela 907 koraler. Av dessa används minst en som melodi till några psalmer i 1819 års psalmbok: 112 och 264.

## Psalmer
- Detta är den stora dagen (1819 nr 112) "Melodins huvudtext"
  - Lova vill jag Herran, Herran (1819 nr 264) Finns på Wikisource.